# Головиця
Головиця (рум. Golovița) — приморська лагуна, або прибережне озеро на узбережжі Чорного моря, що входить до північної групи озер Разелм-Сіное у дельті Дунаю. Рівень лагуни на 2 м вищий за море.
Озеро Головиця є частиною біосферний біосферного заповідника дельти Дунаю, оскільки відрізняється високим природним багатством. Коса, що відмежовує лагуну від моря, є відомим туристичним місцем. Тут розташоване курортне селище Гура Портицеі. Раніше, до 1970 року, озеро вільно поєднувалося із морем через протоку, штучне закриття якої призвело до розпріснення лагуни. Наразі лагуна поєднується лише з озерами Разелм і Сіное.

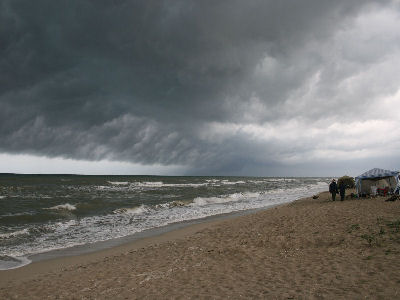
Коса, що відмежовує лагуну від моря (вигляд з морського боку)